# Одеради (Луцька міська громада)
Одера́ди — село в Україні, у Луцькому районі Волинської області. Входить до складу Луцької міської громади. Населення становить 339 осіб.
В селі розташовані: комунальний заклад загальної середньої освіти «Одерадівський ліцей №37 Луцької міської ради, бібліотека», комунальний заклад «Одерадівський заклад дошкільної освіти (ясла-садок) № 47 Луцької міської ради», поштове відділення зв’язку «Укрпошта», православний храм архангела Михаїла.

## Географія
На південь від села знаходиться гідрологічний заказник місцевого значення Чорногузка, створений з метою охорони екосистеми однойменної річки.

## Історія
З 23 грудня 2016 року до 12 червня 2020 року у складі Заборольської сільської громади. 
12 червня 2020 року, згідно з розпорядженням Кабінету Міністрів України  № 708-р, село увійшло до складу Луцької міської громади.

## Пам'ятки археології
На території села відомі такі пам'ятки археології:
- В південній частині села  — городище XI ст. діаметром 42 м, яке оточене валом заввишки 2,5 м. Пам'ятку обстежив у 1960 р. П. Раппопорт.
- На північ від городища  — селище давньоруського періоду.
- За селом в 30-х рр. XX ст. було розорано курган доби бронзи зі скорченим тілопокладенням. Біля кістяка виявлено дві посудини із шнуровим орнаментом.
- На східній околиці села, навпроти с. Коршів, на терасі лівого берега Чорногузки  — багатошарове поселення городоцько-здовбицької, стжижовської і тщинецько-комарівської культур, відкрите Ю. Захаруком у 1952 р.
- У східній частині села, за 300 м на схід від школи, на лагідному схилі першої надзаплавної тераси лівого берега Чорногузки висотою 4-5 м над рівнем заплави  — селище давньоруського періоду ХІ–ХІІІ ст. площею до 1,5 га. Уламки гончарних горщиків зібрані з території присадибних ділянок селян. На північ від пам'ятки проходить дорога.
- У 1962 в полі С. Калінчуком знайдено скарб литовських монет початку XVI ст., що містився в малому горщику.

## Населення
Згідно з переписом УРСР 1989 року чисельність наявного населення села становила 344 особи, з яких 150 чоловіків та 194 жінки.
За переписом населення України 2001 року в селі мешкало 339 осіб.

### Мова
Розподіл населення за рідною мовою за даними перепису 2001 року:
| Мова       | Відсоток |
| ---------- | -------- |
| українська | 98,53 %  |
| російська  | 1,18 %   |
| білоруська | 0,29 %   |